# マラニョンAC
マラニョンAC (ポルトガル語: Maranhão Atlético Clube) は、ブラジル・マラニョン州サン・ルイスを本拠地とするサッカークラブである。マラニョンまたはMACと呼ばれている。
カンピオナート・マラニェンセ（マラニョン州選手権）での通算優勝回数は、サンパイオ・コヘイア、モト・クルブに次いで3番目に多い。

## 歴史
マラニョンACは1932年9月24日に創設された。
1937年、カンピオナート・マラニェンセ（マラニョン州選手権）で優勝して、クラブにとって最初のタイトルを獲得した。
1979年、カンピオナート・ブラジレイロ・セリエAに初参戦し、26位となった。
1980年、マラニョンは再びセリエAに参加し、44位（最下位）となった。クラブは2部に降格した。
2000年、コパ・ノルテに準優勝した。決勝ではサンライムンドに敗れた。

## タイトル
- カンピオナート・マラニェンセ : 15回
  - 1937, 1939, 1941, 1943, 1951, 1963, 1969, 1970, 1979, 1993, 1994, 1995, 1999, 2007, 2013

## スタジアム
クラブのホーム戦は通常、カステロン (Castelão) の愛称で知られるエスタジオ・ゴヴェルナドル・ジョアン・カステロで行われる。最大収容人数は40,149人。

## 歴代所属選手
- ジョゼ・ロブソン・ド・ナシメント 1997
- セルジオ・エンリケ・サボイア・ベルナルデス 2006
- ファビオ・ロジェリオ・コレア・ロペス 2018